# Hornická kulturní krajina Jáchymov
Hornická kulturní krajina Jáchymov je část krajinného celku, která byla Ministerstvem kultury České republiky v souladu se zákonem o státní památkové péči prohlášena dne 17. ledna 2014 za krajinnou památkovou zónu. Památkově chráněná zóna zaujímá rozlohu 1346 ha na katastrálním území Jáchymov v okrese Karlovy Vary. Hornická kulturní krajina Jáchymov byla součástí česko-německého projektu Hornický region Erzgebirge/Krušnohoří, jehož cílem byl zápis krušnohorského montánního regionu na seznam Světového dědictví UNESCO, k čemuž došlo v roce 2019.
Příprava vyhlášení krajinné památkové zóny probíhala ve spolupráci s Národním památkovým ústavem, který zpracoval příslušné podklady, a byla konzultována rovněž na mezinárodní úrovni s ohledem na projekt Hornický region Erzgebirge/Krušnohoří.

## Předmět ochrany
Předmětem ochrany je krajina s mimořádným množstvím pozůstatků montánní činnosti. Zahrnuje stará důlní díla s technickými a technologickými zařízeními, včetně pinek, sejpů, propadlin, hald a vodních příkopů a rovněž architekturu, vzniklou v souvislosti s montánní činností ve městě a v přilehlém okolí. Součástí krajinné památkové zóny je město Jáchymov, které je samo o sobě městskou památkovou zónou, a okolní stará důlní díla, dále areál dolu Svornost a štola č.1, Eliášské údolí s Heinzovým rybníkem, vodními příkopy a pozůstatky po těžbě rud, haldy a pinkový tah na žíle Schweizer na Novém Městě, oblast Tureckého vrchu a území pracovních táborů v okolí města Jáchymova.

## Krušnohorské krajinné památkové zóny
Kromě Hornické kulturní krajiny Jáchymov byly v roce 2014 za krajinné památkové zóny v oblasti Krušných hor ještě prohlášeny Hornická kulturní krajina Abertamy – Horní Blatná – Boží Dar v Karlovarském kraji, v Ústeckém kraji pak Hornická kulturní krajina Háj – Kovářská – Mědník a Hornická kulturní krajina Krupka. Hlavním cílem vyhlášení těchto krajinných památkových zón je uchování obrazu těžby rud v oblasti Krušnohoří od 12. až do 20. století a zároveň také podpora udržitelného turismu a dalšího rozvoje uvedené oblasti.

## Světové dědictví UNESCO
Hornická krajina Jáchymov je jednou z pěti lokalit v Česku, které byly spolu s dalšími 17 oblastmi v Sasku zapsány pod souhrnným názvem Hornický region Erzgebirge/Krušnohoří 6. července 2019 na Seznam světového dědictví UNESCO.